# Eurema portoricensis
Eurema portoricensis é uma borboleta da família Pieridae. Ela é encontrada em Porto Rico.

## Descrição
As larvas se alimentam de Senna obtusifolia, Senna alata, e Chamaecrista nictitans patellaria var. glabrata.